# Volvo XC90
O XC90 é um sofisticado utilitário esportivo de alto-luxo da Volvo sueca, equipado com uma grande variedade de itens de segurança e conforto, como freios do tipo ABS (antitravamento), controle de tração inteligente (somente as rodas que estão firmemente em contato com o solo recebem automaticamente força do motor), sistema WHIPS (sistema passivo de amortecimento nos bancos contra impactos, procurando evitar lesões principalmente na altura do pescoço dos ocupantes do veículo), vários air-bags espalhados pelo habitáculo do veículo, ar-condicionado e aquecedor, etc.

## Características
A opção de motorização aspirada 3.2 litros (cilindrada) da marca Yamaha que equipa requintado Volvo XC90 é compacta, leve e eficiente. O bloco do motor é produzido em liga de alumínio e disposto em posição transversal, o que significa mais segurança em caso de colisões frontais, pois nesta posição a probabilidade do bloco invadir o habitáculo de passageiros do carro é bem menor.
Porém, as opções de versões do XC90 com motorizações 4.4 litros aspirada, 2.5 litros turbo e 2.9 litros turbo não estão mais disponíveis atualmente no Brasil para venda nas concessionárias de veículos novos da marca. Essas versões estão disponíveis somente no mercado de automóveis usados.
Os motores da geração atual oferecidos na linha XC90, são o 2.0 litros turbo a gasolina, com 320 cv, também reconhecidos pela sigla T6, 2.0 litros turbo a diesel com 245 cv (Sigla D5), e a versão híbrida (gasolina e eletricidade), cija sigla é a T8, de potência combinada de 407 cv. 
O Volvo XC90 está equipado com bancos em couro ou tecidos finos (preto, cinza ou pastel), volante e painel com detalhes em madeiras nobres certificadas, rádio AM / FM, CD player / MP3, etc.

## Principais concorrentes
- Land Rover Discovery Sport
- BMW X5
- BMW X6
- Mercedes-Benz Classe M
- Ford Explorer
- Audi Q7
- Cadillac Escalade
- Volkswagen Touareg

## Galeria
- Primeira geração (2002-2014)
- Segunda geração (2014-presente)